# Винне
Ви́нне (каз. Винное) — село у складі Глибоківського району Східноказахстанської області Казахстану. Входить до складу Тарханського сільського округу.
Населення — 1422 особи (2021; 1426 у 2009, 1503 у 1999, 1403 у 1989).
Національний склад станом на 1989 рік:
- росіяни — 100 %